# Хартстон, Уильям
Уи́льям Ро́ланд Ха́ртстон (англ. William Roland Hartston; род. 12 августа 1947, Лондон) — английский шахматист, международный мастер (1973). Шахматный теоретик, литератор, ведущий шахматной программы Би-би-си.

## Шахматная карьера
Двукратный чемпион Великобритании по шахматам (1973 и 1975).
Многократный участник различных соревнований в составе сборной Англии по шахматам:
- 6 олимпиад (1966, 1970—1978). Выиграл бронзовую медаль в команде (1976), а также 2 медали в индивидуальном зачёте — золотую (1970) и бронзовую (1972).
- 4 чемпионата мира среди студентов (1966—1969). Выиграл бронзовую медаль в команде (1967).
- 4 командных чемпионатов Европы (1973—1983). Выиграл бронзовую медаль в команде (1980).
- 1-я Телешахолимпиада (1977/1978).
- 8 Кубков Клары Бенедикт. Выиграл 7 медалей в команде (1 золотую, 4 серебряные, 2 бронзовые), а также золотую медаль в индивидуальном зачёте (1970).

В составе сборной Великобритании по шахматам победитель 3-го командного чемпионата Европейского экономического сообщества (1980) в Западном Берлине. Также выиграл золотую медаль в индивидуальном зачёте (выступал на 3-й доске).
В составе команды Кембриджского университета участник Кубка европейских клубов 1987/1988.
Победитель международных турниров в Аликанте (1973) и Сараево (1976), занял 3 место в побочном турнире в Гастингсе (1972/1973).

## Изменения рейтинга
| График не отображается по техническим причинам. Чтобы исправить это, воспроизведите график в новом формате, если это возможно. |